# Лескова (хижа)
Хижа „Лескова“ се намира в едноименната обезлюдена махала на село Осеновлаг, в Голема планина, дял от Западна Стара планина. Хижата е пункт от европейския туристически маршрут E3 (Ком – Емине).
Хижа Лескова се намира на склона над река Девич, между върховете Увеса и Лескова могила на 1340 м. надморска височина. Някога хижата е била училище за децата от махала Лескова на село Осеновлаг.
Към днешна дата хижата представлява масивна сграда с две спални помещения с общ капацитет от 20 места и вътрешна туристическа столова-механа. Електрифицирана е от агрегат, отоплението е с печки на твърдо гориво, а санитарните възли са общи. За удобството на гостите има изграден просторен навес с барбекю, маси и пейки, от които се разкрива пленителна гледка. Хижата е отворена за туристи целогодишно. Билото, по което минава маршрутът Ком – Емине, се намира на 10 минути пеша от хижата.

## Съседни обекти
| Изходни точки  | Изходни точки |
| -------------- | ------------- |
| село Осеновлаг | 2,00 ч.       |
| село Огоя      | 2,30 ч.       |
| село Литаково  | 4,00 ч.       |
| село Игнатица  | 6,30 ч.       |
| Хижи           |               |
| Тръстена       | 6,00 ч.       |
| Мургаш         | 6,30 ч.       |

## Туристически маршрути
| връх Лескова могила                      | (~ 0.74 км) |
| връх Бигла                               | (~ 2.72 км) |
| връх Брезовишка чукла                    | (~ 2.76 км) |
| връх Чукава                              | (~ 4.27 км) |
| връх Козница                             | (~ 5.02 км) |
| връх Данчулица                           | (~ 5.66 км) |
| Крепост „Градовска чукла“ - село Буковец | (~ 5.66 км) |
| връх Златаришка чукла                    | (~ 5.67 км) |
| църква Св. Никола (село Буковец)         | (~ 6.47 км) |
| хижа Буковец - Голема планина            | (~ 6.51 км) |